# Eleições autárquicas portuguesas de 2001 no distrito de Coimbra
| Eleições autárquicas portuguesas de 2001 Distritos: Aveiro \| Beja \| Braga \| Bragança \| Castelo Branco \| Coimbra \| Évora \| Faro \| Guarda \| Leiria \| Lisboa \| Portalegre \| Porto \| Santarém \| Setúbal \| Viana do Castelo \| Vila Real \| Viseu \| Açores \| Madeira |

## Resultados por concelho
Os resultados nos concelhos do Distrito de Coimbra foram os seguintes:

### Arganil
| Partido                 | Partido                        | Votos  | %               | +/-   | Vereadores | +/-     |
| ----------------------- | ------------------------------ | ------ | --------------- | ----- | ---------- | ------- |
|                         | Partido Socialista             | 3 863  | 47,09 / 100,00  | 0,59  | 4 / 7      | Estável |
|                         | Partido Social Democrata       | 3 386  | 41,28 / 100,00  | 7,32  | 3 / 7      | 1       |
|                         | Coligação Democrática Unitária | 279    | 3,40 / 100,00   | 2,44  | 0 / 7      | Estável |
|                         | Partido Popular                | 227    | 2,77 / 100,00   | 10,75 | 0 / 7      | 1       |
| Votos Inválidos         | Votos Inválidos                | 448    | 5,46 / 100,00   | 1,32  |            |         |
| Total                   | Total                          | 8 203  | 100,00 / 100,00 |       | 7 / 7      |         |
| Eleitorado/Participação | Eleitorado/Participação        | 12 175 | 67,38 / 100,00  | 4,80  |            |         |

### Cantanhede
| Partido                 | Partido                        | Votos  | %               | +/-   | Vereadores | +/-     |
| ----------------------- | ------------------------------ | ------ | --------------- | ----- | ---------- | ------- |
|                         | Partido Social Democrata       | 14 441 | 64,75 / 100,00  | 18,15 | 5 / 7      | 1       |
|                         | Partido Socialista             | 6 081  | 27,27 / 100,00  | 19,31 | 2 / 7      | 1       |
|                         | Partido Popular                | 523    | 2,35 / 100,00   | 1,04  | 0 / 7      | Estável |
|                         | Coligação Democrática Unitária | 518    | 2,32 / 100,00   | 0,25  | 0 / 7      | Estável |
| Votos Inválidos         | Votos Inválidos                | 739    | 3,31 / 100,00   | 0,36  |            |         |
| Total                   | Total                          | 22 302 | 100,00 / 100,00 |       | 7 / 7      |         |
| Eleitorado/Participação | Eleitorado/Participação        | 33 432 | 66,71 / 100,00  | 1,27  |            |         |

### Coimbra
| Partido                 | Partido                        | Votos   | %               | +/-   | Vereadores | +/-     |
| ----------------------- | ------------------------------ | ------- | --------------- | ----- | ---------- | ------- |
|                         | PSD-CDS-PPM                    | 38 335  | 50,80 / 100,00  | -     | 6 / 11     | -       |
|                         | Partido Socialista             | 22 512  | 29,83 / 100,00  | 15,98 | 4 / 11     | 2       |
|                         | Coligação Democrática Unitária | 9 611   | 12,74 / 100,00  | 0,72  | 1 / 11     | Estável |
|                         | Bloco de Esquerda              | 1 385   | 1,84 / 100,00   | Novo  | 0 / 11     | Novo    |
|                         | PCTP/MRPP                      | 587     | 0,78 / 100,00   | 0,09  | 0 / 11     | Estável |
|                         | Partido Humanista              | 260     | 0,34 / 100,00   | Novo  | 0 / 11     | Novo    |
| Votos Inválidos         | Votos Inválidos                | 2 773   | 3,67 / 100,00   | 0,74  |            |         |
| Total                   | Total                          | 75 463  | 100,00 / 100,00 |       | 11 / 11    |         |
| Eleitorado/Participação | Eleitorado/Participação        | 125 306 | 60,22 / 100,00  | 3,70  |            |         |

### Condeixa-a-Nova
| Partido                 | Partido                        | Votos  | %               | +/-   | Vereadores | +/-     |
| ----------------------- | ------------------------------ | ------ | --------------- | ----- | ---------- | ------- |
|                         | Partido Socialista             | 3 516  | 47,21 / 100,00  | 14,38 | 4 / 7      | 1       |
|                         | Partido Social Democrata       | 2 850  | 38,27 / 100,00  | 13,35 | 3 / 7      | 1       |
|                         | Coligação Democrática Unitária | 463    | 6,22 / 100,00   | 0,65  | 0 / 7      | Estável |
|                         | Partido da Terra               | 160    | 2,15 / 100,00   | -     | 0 / 7      | -       |
|                         | Partido Popular                | 156    | 2,09 / 100,00   | 0,69  | 0 / 7      | Estável |
| Votos Inválidos         | Votos Inválidos                | 303    | 4,07 / 100,00   | 1,14  |            |         |
| Total                   | Total                          | 7 448  | 100,00 / 100,00 |       | 7 / 7      |         |
| Eleitorado/Participação | Eleitorado/Participação        | 11 228 | 66,33 / 100,00  | 0,43  |            |         |

### Figueira da Foz
| Partido                 | Partido                        | Votos  | %               | +/-  | Vereadores | +/-     |
| ----------------------- | ------------------------------ | ------ | --------------- | ---- | ---------- | ------- |
|                         | Partido Social Democrata       | 17 021 | 51,68 / 100,00  | 8,20 | 6 / 9      | Estável |
|                         | Partido Socialista             | 11 073 | 33,62 / 100,00  | 3,11 | 3 / 9      | Estável |
|                         | Coligação Democrática Unitária | 2 437  | 7,40 / 100,00   | 3,11 | 0 / 9      | Estável |
|                         | Partido Popular                | 1 125  | 3,42 / 100,00   | 2,01 | 0 / 9      | Estável |
| Votos Inválidos         | Votos Inválidos                | 1 282  | 3,89 / 100,00   | 0,52 |            |         |
| Total                   | Total                          | 32 938 | 100,00 / 100,00 |      | 9 / 9      |         |
| Eleitorado/Participação | Eleitorado/Participação        | 55 601 | 59,24 / 100,00  | 6,20 |            |         |

### Góis
| Partido                 | Partido                        | Votos | %               | +/-   | Vereadores | +/-     |
| ----------------------- | ------------------------------ | ----- | --------------- | ----- | ---------- | ------- |
|                         | Partido Socialista             | 1 834 | 56,19 / 100,00  | 10,92 | 3 / 5      | 1       |
|                         | Partido Social Democrata       | 1 207 | 36,98 / 100,00  | 11,22 | 2 / 5      | 1       |
|                         | Coligação Democrática Unitária | 62    | 1,90 / 100,00   | 1,08  | 0 / 5      | Estável |
|                         | Partido Popular                | 32    | 0,98 / 100,00   | 0,40  | 0 / 5      | Estável |
| Votos Inválidos         | Votos Inválidos                | 129   | 3,96 / 100,00   | 0,97  |            |         |
| Total                   | Total                          | 3 264 | 100,00 / 100,00 |       | 5 / 5      |         |
| Eleitorado/Participação | Eleitorado/Participação        | 4 504 | 72,47 / 100,00  | 2,58  |            |         |

### Lousã
| Partido                 | Partido                        | Votos  | %               | +/-  | Vereadores | +/-     |
| ----------------------- | ------------------------------ | ------ | --------------- | ---- | ---------- | ------- |
|                         | Partido Socialista             | 5 387  | 66,74 / 100,00  | 5,60 | 6 / 7      | 1       |
|                         | Partido Social Democrata       | 1 506  | 18,66 / 100,00  | 7,32 | 1 / 7      | 1       |
|                         | Partido Popular                | 379    | 4,70 / 100,00   | 0,52 | 0 / 7      | Estável |
|                         | Coligação Democrática Unitária | 273    | 3,38 / 100,00   | 0,84 | 0 / 7      | Estável |
|                         | Bloco de Esquerda              | 176    | 2,18 / 100,00   | Novo | 0 / 7      | Novo    |
| Votos Inválidos         | Votos Inválidos                | 351    | 4,34 / 100,00   | 0,13 |            |         |
| Total                   | Total                          | 8 072  | 100,00 / 100,00 |      | 7 / 7      |         |
| Eleitorado/Participação | Eleitorado/Participação        | 12 676 | 63,68 / 100,00  | 1,70 |            |         |

### Mira
| Partido                 | Partido                        | Votos  | %               | +/-  | Vereadores | +/-     |
| ----------------------- | ------------------------------ | ------ | --------------- | ---- | ---------- | ------- |
|                         | Partido Social Democrata       | 4 277  | 51,50 / 100,00  | 6,99 | 4 / 7      | 1       |
|                         | Partido Socialista             | 3 654  | 44,00 / 100,00  | 7,67 | 3 / 7      | 1       |
|                         | Partido Popular                | 87     | 1,05 / 100,00   | -    | 0 / 7      | -       |
|                         | Coligação Democrática Unitária | 44     | 0,53 / 100,00   | 0,60 | 0 / 7      | Estável |
| Votos Inválidos         | Votos Inválidos                | 243    | 2,92 / 100,00   | 0,22 |            |         |
| Total                   | Total                          | 8 305  | 100,00 / 100,00 |      | 7 / 7      |         |
| Eleitorado/Participação | Eleitorado/Participação        | 11 788 | 70,45 / 100,00  | 0,09 |            |         |

### Miranda do Corvo
| Partido                 | Partido                        | Votos  | %               | +/-   | Vereadores | +/-     |
| ----------------------- | ------------------------------ | ------ | --------------- | ----- | ---------- | ------- |
|                         | Partido Social Democrata       | 3 437  | 47,71 / 100,00  | 12,82 | 4 / 7      | 1       |
|                         | Partido Socialista             | 3 120  | 43,31 / 100,00  | 12,02 | 3 / 7      | 1       |
|                         | Coligação Democrática Unitária | 380    | 5,27 / 100,00   | 1,67  | 0 / 7      | Estável |
| Votos Inválidos         | Votos Inválidos                | 267    | 3,71 / 100,00   | 0,41  |            |         |
| Total                   | Total                          | 7 204  | 100,00 / 100,00 |       | 7 / 7      |         |
| Eleitorado/Participação | Eleitorado/Participação        | 10 567 | 68,17 / 100,00  | 1,15  |            |         |

### Montemor-o-Velho
| Partido                 | Partido                        | Votos  | %               | +/-  | Vereadores | +/- |
| ----------------------- | ------------------------------ | ------ | --------------- | ---- | ---------- | --- |
|                         | PSD-CDS                        | 7 628  | 51,68 / 100,00  | -    | 4 / 7      | -   |
|                         | Partido Socialista             | 5 710  | 38,68 / 100,00  | 8,88 | 3 / 7      | 1   |
|                         | Coligação Democrática Unitária | 931    | 6,31 / 100,00   | 5,48 | 0 / 7      | 1   |
| Votos Inválidos         | Votos Inválidos                | 492    | 3,33 / 100,00   | 0,68 |            |     |
| Total                   | Total                          | 14 761 | 100,00 / 100,00 |      | 7 / 7      |     |
| Eleitorado/Participação | Eleitorado/Participação        | 21 730 | 67,93 / 100,00  | 4,02 |            |     |

### Oliveira do Hospital
| Partido                 | Partido                        | Votos  | %               | +/-  | Vereadores | +/-     |
| ----------------------- | ------------------------------ | ------ | --------------- | ---- | ---------- | ------- |
|                         | Partido Social Democrata       | 6 837  | 49,33 / 100,00  | 1,00 | 4 / 7      | Estável |
|                         | Partido Socialista             | 4 998  | 36,06 / 100,00  | 0,31 | 3 / 7      | Estável |
|                         | Partido Popular                | 1 247  | 9,00 / 100,00   | 0,26 | 0 / 7      | Estável |
|                         | Coligação Democrática Unitária | 298    | 2,15 / 100,00   | 0,58 | 0 / 7      | Estável |
| Votos Inválidos         | Votos Inválidos                | 480    | 3,47 / 100,00   | 0,99 |            |         |
| Total                   | Total                          | 13 860 | 100,00 / 100,00 |      | 7 / 7      |         |
| Eleitorado/Participação | Eleitorado/Participação        | 19 292 | 71,84 / 100,00  | 3,79 |            |         |

### Pampilhosa da Serra
| Partido                 | Partido                        | Votos | %               | +/-   | Vereadores | +/-     |
| ----------------------- | ------------------------------ | ----- | --------------- | ----- | ---------- | ------- |
|                         | Partido Social Democrata       | 2 711 | 72,78 / 100,00  | 25,08 | 4 / 5      | 1       |
|                         | Partido Socialista             | 768   | 20,62 / 100,00  | 25,12 | 1 / 5      | 1       |
|                         | Coligação Democrática Unitária | 85    | 2,28 / 100,00   | 1,12  | 0 / 5      | Estável |
| Votos Inválidos         | Votos Inválidos                | 161   | 4,32 / 100,00   | 0,52  |            |         |
| Total                   | Total                          | 3 725 | 100,00 / 100,00 |       | 5 / 5      |         |
| Eleitorado/Participação | Eleitorado/Participação        | 5 232 | 71,20 / 100,00  | 3,53  |            |         |

### Penacova
| Partido                 | Partido                        | Votos  | %               | +/-  | Vereadores | +/-     |
| ----------------------- | ------------------------------ | ------ | --------------- | ---- | ---------- | ------- |
|                         | Partido Social Democrata       | 5 101  | 53,69 / 100,00  | 3,52 | 4 / 7      | Estável |
|                         | Partido Socialista             | 3 195  | 33,63 / 100,00  | 5,38 | 3 / 7      | Estável |
|                         | Coligação Democrática Unitária | 678    | 7,14 / 100,00   | 3,25 | 0 / 7      | Estável |
|                         | Partido Popular                | 215    | 2,26 / 100,00   | 0,95 | 0 / 7      | Estável |
| Votos Inválidos         | Votos Inválidos                | 311    | 3,27 / 100,00   | 0,44 |            |         |
| Total                   | Total                          | 9 500  | 100,00 / 100,00 |      | 7 / 7      |         |
| Eleitorado/Participação | Eleitorado/Participação        | 14 399 | 65,98 / 100,00  | 0,13 |            |         |

### Penela
| Partido                 | Partido                        | Votos | %               | +/-   | Vereadores | +/-     |
| ----------------------- | ------------------------------ | ----- | --------------- | ----- | ---------- | ------- |
|                         | Partido Social Democrata       | 2 173 | 52,78 / 100,00  | 10,46 | 3 / 5      | 1       |
|                         | Partido Socialista             | 1 685 | 40,93 / 100,00  | 11,73 | 2 / 5      | 1       |
|                         | Partido Popular                | 78    | 1,89 / 100,00   | 0,54  | 0 / 5      | Estável |
|                         | Coligação Democrática Unitária | 26    | 0,63 / 100,00   | 0,49  | 0 / 5      | Estável |
| Votos Inválidos         | Votos Inválidos                | 155   | 3,77 / 100,00   | 1,31  |            |         |
| Total                   | Total                          | 4 117 | 100,00 / 100,00 |       | 5 / 5      |         |
| Eleitorado/Participação | Eleitorado/Participação        | 5 685 | 72,42 / 100,00  | 8,44  |            |         |

### Soure
| Partido                 | Partido                        | Votos  | %               | +/-  | Vereadores | +/-     |
| ----------------------- | ------------------------------ | ------ | --------------- | ---- | ---------- | ------- |
|                         | Partido Social Democrata       | 8 030  | 61,83 / 100,00  | 2,22 | 5 / 7      | Estável |
|                         | Partido Socialista             | 3 043  | 23,43 / 100,00  | 5,66 | 2 / 7      | Estável |
|                         | Coligação Democrática Unitária | 829    | 6,38 / 100,00   | 3,27 | 0 / 7      | Estável |
|                         | Partido Popular                | 575    | 4,43 / 100,00   | 0,78 | 0 / 7      | Estável |
| Votos Inválidos         | Votos Inválidos                | 511    | 3,93 / 100,00   | 0,60 |            |         |
| Total                   | Total                          | 12 988 | 100,00 / 100,00 |      | 7 / 7      |         |
| Eleitorado/Participação | Eleitorado/Participação        | 18 603 | 69,82 / 100,00  | 2,22 |            |         |

### Tábua
| Partido                 | Partido                        | Votos  | %               | +/-  | Vereadores | +/-     |
| ----------------------- | ------------------------------ | ------ | --------------- | ---- | ---------- | ------- |
|                         | Partido Socialista             | 3 959  | 51,57 / 100,00  | 2,36 | 4 / 7      | Estável |
|                         | Partido Social Democrata       | 3 332  | 43,40 / 100,00  | 4,92 | 3 / 7      | Estável |
|                         | Coligação Democrática Unitária | 138    | 1,80 / 100,00   | 0,29 | 0 / 7      | Estável |
| Votos Inválidos         | Votos Inválidos                | 248    | 3,23 / 100,00   | 0,77 |            |         |
| Total                   | Total                          | 7 677  | 100,00 / 100,00 |      | 7 / 7      |         |
| Eleitorado/Participação | Eleitorado/Participação        | 10 599 | 72,43 / 100,00  | 2,86 |            |         |

### Vila Nova de Poiares
| Partido                 | Partido                        | Votos | %               | +/-  | Vereadores | +/-     |
| ----------------------- | ------------------------------ | ----- | --------------- | ---- | ---------- | ------- |
|                         | Partido Social Democrata       | 2 405 | 60,63 / 100,00  | 1,56 | 3 / 5      | Estável |
|                         | Partido Socialista             | 1 288 | 32,47 / 100,00  | 1,09 | 2 / 5      | Estável |
|                         | Coligação Democrática Unitária | 58    | 1,46 / 100,00   | 0,08 | 0 / 5      | Estável |
|                         | Partido Popular                | 39    | 0,98 / 100,00   | 0,30 | 0 / 5      | Estável |
|                         | Bloco de Esquerda              | 25    | 0,63 / 100,00   | Novo | 0 / 5      | Novo    |
| Votos Inválidos         | Votos Inválidos                | 152   | 3,84 / 100,00   | 1,31 |            |         |
| Total                   | Total                          | 3 967 | 100,00 / 100,00 |      | 5 / 5      |         |
| Eleitorado/Participação | Eleitorado/Participação        | 5 757 | 68,91 / 100,00  | 0,37 |            |         |